# Achemenides pectinatus
Achemenides pectinatus – gatunek dwuparca z rzędu Chordeumatida i rodziny Conotylidae, jedyny z monotypowego rodzaju Achemenides.
Gatunek ten opisany został w 1952 przez Nella Bevela Causeya jako Conotyla pectinatus. W 1961 Richard Hoffman przeniósł go do rodzaju Sonoratyla. W 1971 został umieszczony we własnym rodzaju przez Williama Sheara. Miejscem typowym jest Smith Park na górze Carroll w hrabstwie Carroll.
Dorosłe formy tych dwuparców mają tułów złożony z 30 pierścieni, z których pierwszy (collum) nie nakrywa głowy. Osiągają przeciętne jak na rodzinę rozmiary – jeden z samców ma około 22 mm długości ciała. Liczba oczu prostych na trójkątnym polu ocznym wynosi od 14 do 17. Siedmioczłonowe czułki odznaczają się piątym członem prawie dwukrotnie dłuższym od czwartego. Trzeci człon czułków jest najdłuższy, a pierwszy najkrótszy. Odnóża trzeciej i czwartej pary lub jednej z tych par są u samca wyposażone w apofizy na udach. Ósma i dziewiąta para odnóży samca przekształcona jest w gonopody. Sternum przedniej pary gonopodów jest podzielone na dwie części słabo zesklerotyzowaną błoną. Każda z części sternum ma nieco zredukowaną apodemę tchawkową, a na środku powierzchni głęboki wcisk, na którego bocznym brzegu leży przetchlinka. Przednia para gonopodów jest zlana podstawami. Silnie zredukowane sternum gonopodów tylnej pary ma paskowaty, silnie między biodrami zakrzywiony kształt, dwuwidlastą apodemę tchawkową i położoną w części bocznej przetchlnikę. Tylne gonopody cechują kolpokoksyty złożone z dwóch gałązek: blaszkowatej przeniej i pręcikowatej tylnej. Poszczególne człony telopoditów tylnych gonopodów są zbliżonych rozmiarów.
Wij nearktyczny, znany wyłącznie z jaskiń i kopalń położonych w dolinie górnej Missisipi w Stanach Zjednoczonych. Podawany ze stanów Wisconsin, Iowa i Illinois.